# Robert (Auszeichnung)/Beste Kamera
Robert: Beste Kamera
Gewinner des dänischen Filmpreises Robert in der Kategorie Beste Kamera (Årets fotograf). Die Dänische Filmakademie (Danmarks Film Akademi) vergibt seit 1984 alljährlich ihre Auszeichnungen für die besten Filmproduktionen und Filmschaffenden Ende Januar beziehungsweise Anfang Februar auf dem Robert Festival in Kopenhagen.
Am erfolgreichsten in dieser Kategorie war der Däne Dan Laustsen (1984, 1989, 1990, 2003, 2008), dessen Kameraarbeit fünfmal ausgezeichnet wurde, gefolgt von dem Briten Anthony Dod Mantle (vier Siege) und Jan Weincke (drei).

## Preisträger 1984–1999
| Jahr | Preisträger        | Originaltitel         | Deutscher Titel               |
| ---- | ------------------ | --------------------- | ----------------------------- |
| 1984 | Dan Laustsen       | Isfugle               | Schrei des Dornenvogels       |
| 1985 | Tom Elling         | Forbrydelsens element | Spuren eines Verbrechens      |
| 1986 | Mikael Salomon     | Den flyvende djævle   | Die fliegenden Teufel         |
| 1987 | Morten Bruus       | Manden i månen        | nicht bekannt                 |
| 1988 | Jörgen Persson     | Pelle Erobreren       | Pelle, der Eroberer           |
| 1989 | Dan Laustsen       | Skyggen af Emma       | Emmas Schatten                |
| 1990 | Dan Laustsen       | Miraklet i Valby      | Valby – Das Geheimnis im Moor |
| 1991 | Dirk Brüel         | Springflod            | Springflut                    |
| 1992 | Henning Bendtsen   | Europa                | Europa                        |
| 1993 | Jan Weincke        | Kærlighedens smerte   | nicht bekannt                 |
| 1994 | Jan Weincke        | Sort høst             | Schwarze Ernte                |
| 1995 | Eric Kress         | Riget                 | Hospital der Geister          |
| 1996 | Anthony Dod Mantle | Menneskedyret         | nicht bekannt                 |
| 1997 | Robby Müller       | Breaking the Waves    | Breaking the Waves            |
| 1998 | Jan Weincke        | Barbara               | nicht bekannt                 |
| 1999 | Anthony Dod Mantle | Festen                | Das Fest                      |

## Preisträger und Nominierungen ab dem Jahr 2000

### 2000er Jahre
2000
Dirk Brüel – Magnetisörens femte vinter
Morten Søborg – Bleeder
Anthony Dod Mantle – Mifune – Dogma III (Mifunes sidste sang)
Jens Schlosser – Der einzig Richtige (Den eneste ene)
Anthony Dod Mantle – Bornholms stemme
2001
Eric Kress – Blinkende Lichter (Blinkende lygter)
Robby Müller – Dancer in the Dark
Jørgen Johansson – Italienisch für Anfänger (Italiensk for begyndere)
Dan Laustsen – Dykkerne
Morten Søborg – Fruen på Hamre
2002
Jens Schlosser – The King Is Alive
2003
Dan Laustsen – Dina – Meine Geschichte (Jeg Er Dina)
Eigil Bryld – Charlie Butterfly
Hans Welin – Omfavn mig måne
Jan Weincke – At kende sandheden
Jørgen Johansson – Wilbur Wants to Kill Himself (Wilbur begår selvmord)
2004
Anthony Dod Mantle – It’s All About Love
Anthony Dod Mantle – Dogville
Sebastian Blenkov – Dänische Delikatessen (De grønne slagtere)
Manuel Alberto Claro – Reconstruction
Morten Søborg – Regel nr. 1
2005
Rasmus Videbæk – King’s Game (Kongekabale)
Eric Kress – Der Fakir (Fakiren fra Bilbao)
Dirk Brüel – Familien Gregersen
Erik Zappon – Lad de små børn...
Morten Søborg – Pusher II
2006
Manuel Alberto Claro – Allegro
Harald Gunnar Paalgard – Totschlag – Im Teufelskreis der Gewalt (Drabet)
Erik Molberg Hansen – Fluerne på væggen
Anthony Dod Mantle – Manderlay
Rasmus Videbæk – Todeshochzeit (Mørke)
2007
Jørgen Johansson – Prag
Lars Vestergaard – Der Traum (Drømmen)
Morten Søborg – Nach der Hochzeit (Efter brylluppet)
Sebastian Blenkov – Rene hjerter
Erik Molberg Hansen – En Soap
Sebastian Winterø – Supervoksen
2008
Dan Laustsen – Bedingungslos (Kærlighed på film)
Kasper Tuxen – Echo (Ekko)
Rasmus Videbæk – Insel der verlorenen Seelen (De fortabte sjæles ø)
Harald Gunnar Paalgard – Kunsten at græde i kor
Dan Laustsen – Alien Teacher (Vikaren)
2009
Jørgen Johansson – Frygtelig lykkelig
Jens Schlosser – Wen du fürchtest (Den du frygter)
Morten Søborg – Was niemand weiß (Det som ingen ved)
Jørgen Johansson – Tage des Zorns (Flammen og Citronen)
Aske Foss – Gå med fred Jamil – Ma salama Jamil

### 2010er Jahre
2010
Anthony Dod Mantle – Antichrist
Dan Laustsen – Deliver Us from Evil (Fri os fra det onde)
Dan Laustsen – Headhunter
Lars Reinholdt Jensen – Himlen falder
Jan Weincke – Kærestesorger
2011
Magnus Nordenhof Jønck – R
Manuel Alberto Claro – Alting bliver godt igen
Rasmus Videbæk – Die Wahrheit über Männer (Sandheden om mænd)
Charlotte Bruus Christensen – Submarino
Morten Søborg – Walhalla Rising (Valhalla Rising)
2012
Manuel Alberto Claro – Melancholia
Jacob Ihre – Eine Familie (En familie)
Jørgen Johansson – Superclassico … meine Frau will heiraten! (SuperClásico)
András Nagy – Juan
Jesper Tøffner Rasmussen – Dirch
2013
Rasmus Videbæk – Die Königin und der Leibarzt (En kongelig affære)
Dirk Brüel – Marie Krøyer
Magnus Nordenhof Jønck – Kapringen
Sebastian Blenkov – Undskyld jeg forstyrrer
Søren Bay – You & Me Forever
2014
Larry Smith – Only God Forgives
Manuel Alberto Claro – Spies & Glistrup
Charlotte Bruus Christensen – Die Jagd (Jagten)
Magnus Nordenhof Jønck – Der Nordwesten (Nordvest)
Eric Kress – Erbarmen (Kvinden i buret)
2015
Manuel Alberto Claro – Nymphomaniac Director’s Cut
Dirk Brüel – Silent Heart – Mein Leben gehört mir (Stille hjerte)
Eric Kress – Schändung (Fasandræberne)
Jens Schlosser – The Salvation – Spur der Vergeltung (The Salvation)
Rasmus Videbæk – Speed Walking (Kapgang)
2016
Camilla Hjelm Knudsen – Unter dem Sand – Das Versprechen der Freiheit (Under sandet)
Lasse Frank Johannessen – Die Hüterin der Wahrheit – Dinas Bestimmung (Skammerens Datter)
Laust Trier Mørk – The Idealist – Geheimakte Grönland (Idealisten)
Magnus Nordenhof Jønck – Dorf der verlorenen Jugend (Bridgend)
Magnus Nordenhof Jønck – Krigen
2017
Natasha Braier – The Neon Demon
Maria von Hausswolff – Forældr
Niels Thastum – I blodet
Nadim Carlsen, Sturla Brandth Grøvlen – Shelley
Jesper Tøffner – Die Kommune (Kollektivet)
2018
Maria von Hausswolff – Vinterbrødre
Kasper Tuxen – Darkland (Underverden)
Adam Wallensten – Den bedste mand
Rasmus Videbæk – QEDA
Louise McLaughlin – Team Hurricane
2019
Manuel Alberto Claro – The House That Jack Built
Nadim Carlsen – Holiday – Sonne, Schmerz und Sinnlichkeit (Holiday)
Jacob Møller – Verachtung (Journal 64)
Dirk Brüel – Per im Glück (Lykke-Per)
Jasper Spanning – The Guilty (Den skyldige)

### 2020er Jahre
2020
Jasper Spanning – Königin (Dronningen)
Sturla Brandth Grøvlen – Før frosten
Eric Kress – Daniel (Ser du månen, Daniel)
Niels Thastum – Suicide Tourist – Es gibt kein Entkommen (Selvmordsturisten)
Kasper Tuxen – Valhalla
2021
Louise McLaughlin – Unser Mann in Amerika (Vores mand i Amerika)
Sturla Brandth Grøvlen – Der Rausch (Druk)
Jacob Møller – Shorta – Das Gesetz der Straße (Shorta)
Kasper Tuxen – Helden der Wahrscheinlichkeit (Retfærdighedens ryttere)
Jonas Berlin – Der Maulwurf: Undercover in Nordkorea (The Mole: Undercover in North Korea)
2022
Stroud Rohde Pearce – Kandis for livet
Rasmus Videbæk – Die Königin des Nordens (Margrete den første)
Manuel Alberto Claro – Hvor kragerne vender
Lasse Frank – Das Bombardement (Skyggen i mit øje)
Jacob Sofussen – Den Næstsidste
2023
Nadim Carlsen – Holy Spider
Marcel Zyskind – As in Heaven (Du som er i himlen)
Jørgen Johansson – Bamse
Maria von Hausswolff – Vanskabte Land
David Bauer – Krysantemum
Sine Vadstrup Brooker – Ønskebarn